# Volt
Das Volt ist die SI-Einheit des elektrischen Potentials und der elektrischen Spannung (Potentialdifferenz). Es wurde nach dem italienischen Physiker Alessandro Volta benannt. Als Einheitenzeichen wird der Großbuchstabe „V“ verwendet.

## Zusammenhang mit anderen Maßeinheiten
Das SI wurde als kohärentes Einheitensystem entwickelt, d. h. die Einheiten lassen sich ohne weitere numerische Faktoren ineinander umrechnen:
Wenn eine elektrische Ladung von einem Coulomb (C) eine Potentialdifferenz von einem Volt durchläuft, ist dafür eine Energie von einem Joule (J) erforderlich bzw. wird freigesetzt; je nach Richtung des Feldes. Es gilt also:  
{\displaystyle \mathrm {1\,V\cdot 1\,C=1\,J} \qquad }  bzw. {\displaystyle \qquad \mathrm {1\,V=1\,{\frac {J}{C}}} \,}.
Der Transport von 1 C Ladung pro Sekunde entspricht einer Stromstärke von einem Ampere (1 C = 1 A·s) und der Umsatz von 1 J Energie pro Sekunde einer Leistung von einem Watt: (1 J = 1 W·s). Daher gilt äquivalent:
{\displaystyle \mathrm {1\,V\cdot 1\,A=1\,W} \qquad }  bzw. {\displaystyle \qquad \mathrm {1\,V=1\,{\frac {W}{A}}} \,}.

## Definition
Seit der Reform des SI von 2019 sind alle SI-Einheiten dadurch definiert, dass sieben physikalischen Konstanten ein fester Wert zugewiesen wurde, von denen drei für das Volt relevant sind: die Frequenz ΔνCs sowie die Planck-Konstante h und die Elementarladung e. Durch die Festlegung von h und e hat die Josephson-Konstante
{\displaystyle K_{\mathrm {J} }={\frac {2e}{h}}={\frac {2\cdot 1{,}602\,176\,634\cdot 10^{-19}\mathrm {C} }{6{,}626\,070\,15\cdot 10^{-34}\,\mathrm {J\;s} }}=4{,}835\,978\,484\ldots \cdot 10^{14}\,\mathrm {\frac {Hz}{V}} }
einen festen Wert. Zusammen mit der Definition der Sekunde über ΔνCs ist damit das Volt als Kombination dieser Konstanten definiert.

## Reproduzierbare Darstellung
Für eine hochpräzise Darstellung des Volts über ein Spannungsnormal nutzt man heute den quantenphysikalischen Josephson-Effekt. Mittels Referenzmessungen kann hierbei die Darstellung des Volt auf eine Frequenzmessung (Zeitmessung) zurückgeführt werden. Die erreichbare Genauigkeit ergibt sich aus der Präzision der Frequenzmessung und der Genauigkeit, mit der die Josephson-Konstante KJ bekannt ist. Letztgenannter Beitrag entfällt seit der SI-Reform von 2019, weil KJ seitdem einen per Definition festgelegten Zahlenwert hat.

## Historische Definition und Namensgebung
1861 schlugen die beiden englischen Elektro-Ingenieure Josiah Latimer Clark und Charles Tilston Bright der British Association for the Advancement of Science vor,
die Einheit der Elektrischen Spannung mit Ohma (nach dem deutschen Physiker Georg Simon Ohm) und die Einheit des Elektrischen Widerstands mit Volt zu benennen. 1881 legte der Internationale Elektrizitätskongress offiziell das Volt als Einheit für die elektrische Spannung und das Ohm als Einheit für den elektrischen Widerstand fest mit der Definition 1 V = 108 e.m.u. (elektromagnetische CGS-Einheiten) und 1 Ω = 109 e.m.u. (später zur Unterscheidung „absolutes Volt“ und „absolutes Ohm“ genannt).
In der Folge wurden die Einheiten Ampere und Ohm durch Normale definiert: das Ampere über die Menge von Silber pro Zeitspanne, die bei Elektrolyse abgeschieden wird, und das Ohm durch ein metallisches Widerstandsnormal. Dadurch war implizit auch das Volt festgelegt. Diese Definitionen waren zunächst länderspezifisch (in Deutschland 1888) und wurden 1908 international vereinheitlicht. 1910 wurde das Volt über das Weston-Normalelement definiert, und auch das Ampere erhielt eine neue Definition. Die so definierten „internationalen“ Einheiten Vint und Ωint waren von Anfang an so gewählt worden, dass sie möglichst genau mit den „absoluten“ Einheiten übereinstimmen sollten. Die Abweichung betrug 3,4·10−4 bzw. 4,9·10−4.
Auf Beschluss des CIPM von 1946, ratifiziert 1948 durch die 9. Generalkonferenz für Maß und Gewicht, wurde das „internationale“ Volt, ebenso wie die anderen „internationalen“ Einheiten, als separat definierte Einheit abgeschafft. Das Volt wurde über die neu geschaffene vierte Basiseinheit „Ampere“ definiert als diejenige elektrische Potentialdifferenz, die besteht, wenn bei einer Stromstärke von einem Ampere (1 A) die Leistung von einem Watt (1 W) abgegeben wird. Das Spannungsnormal diente nur noch zur Darstellung des Volt.
In den 1980er Jahren war der Josephson-Effekt als präziseste Messmethode für Spannungen etabliert. Limitierender Faktor war dabei die Genauigkeit, mit der die Josephson-Konstante bekannt war. Um Messungen vergleichbar zu machen, schrieb das CIPM 1988 mit Wirkung vom 1. Januar 1990 den damals genauesten Messwert  483 597,9 GHz/V als Referenzwert KJ-90 fest. Dadurch wurde de facto eine neue Maßeinheit V90 geschaffen, die (wie früher das „internationale“ Volt) parallel zum SI-Volt existierte.
Mit der Reform des SI von 2019 erhielt die Josephson-Konstante ihren heutigen, exakten Wert. Volt und KJ waren nun durch dieselben Konstanten h und e definiert, und KJ-90 wurde obsolet. Der neue Wert von KJ ist um 1.067e-7 niedriger als KJ-90. Daher müssen die Zahlenwerte von Präzisionsmessungen aus den drei Dekaden vor der SI-Reform um diesen Faktor erhöht werden, um sie an das neue Volt anzupassen.

## Gebräuchliche dezimale Vielfache
Die Einheit Volt ist mit verschiedenen Vorsätzen für Maßeinheiten (SI-Präfixe) in Verwendung, beispielsweise:
| Präfix-Schreibweise | Dezimal        |
| ------------------- | -------------- |
| 1 μV (Mikrovolt)    | 0,000 001 Volt |
| 1 mV (Millivolt)    | 0,001 Volt     |
| 1 V (Volt)          | 1 Volt         |
| 1 kV (Kilovolt)     | 1 000 Volt     |
| 1 MV (Megavolt)     | 1 000 000 Volt |